# 254 (число)
Вижте пояснителната страница за други значения на 254.
254 (двеста петдесет и четири) е естествено, цяло число, следващо 253 и предхождащо 255.
Двеста петдесет и четири с арабски цифри се записва „254“, а с римски – „CCLIV“. Числото 254 е съставено от три цифри от позиционните бройни системи – 2 (две), 5 (пет), 4 (четири).

## Общи сведения
- 254 е четно число.
- 254-тият ден от невисокосна година е 11 септември.
- 254 е година от Новата ера.